# Волкович Микола Маркіянович
Мико́ла Маркія́нович Волко́вич (27 листопада (9 грудня) 1858 , Городня, Чернігівська губернія  — 11 липня 1928 , Київ ) — український хірург та науковець, академік ВУАН (з 1928 року), учень В. О. Караваєва та Ф. К. Борнгаупта.

## Життєпис

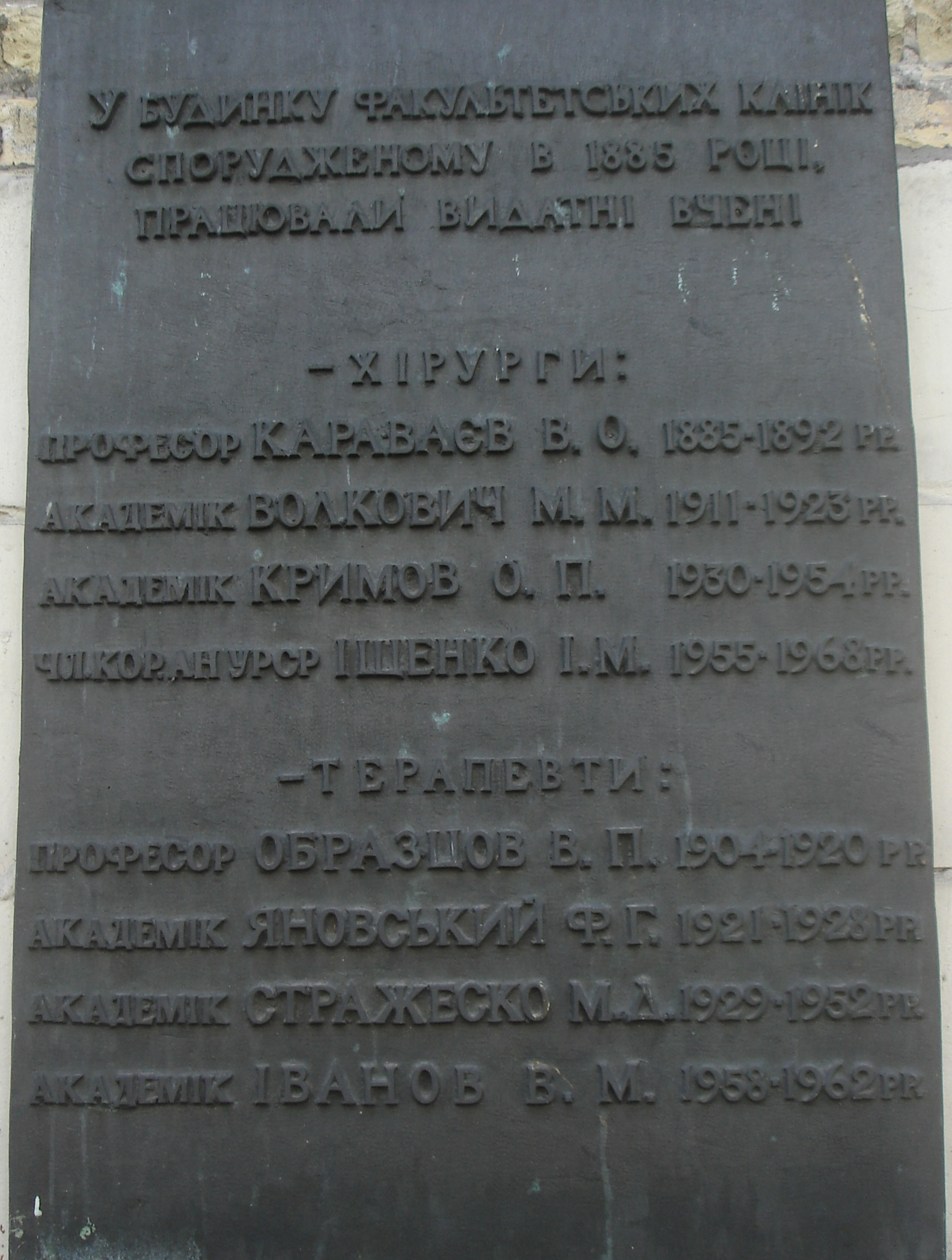
Меморіальна дошка видатним хірургам і терапевтам Київського медичного інституту.
Встановлена на будинку факультетських клінік Київського медичного інституту (Київ, бульвар Тараса Шевченка, 17).

Могила Миколи Волковича

Народився 27 листопада (9 грудня) 1858 року в місті Городня Чернігівської губернії (тепер Чернігівський район Чернігівської області). Мав сестру Анну та брата. Початкову освіту здобував у Городнянському трикласному училищі, трохи згодом продовжує навчання у Чернігівській гімназії.
У 1882 році закінчив медичний факультет Київського університету і був залишений при госпітальній хірургічній клініці.
Першим в Україні об'єднав отіатрію й ларингологію в єдину клінічну дисципліну. Відкрив і вивчив збудника риносклероми (1888), який увійшов у літературу під назвою палички Волковича-Фріша.
У 1888 році захистив докторську дисертацію на тему «Риносклерома съ клинической, патологоанатомической и бактеріологической стороны». Повернувшись із зарубіжного відрядження був обраний приват-доцентом медичного факультету Київського університету св. Володимира, де почав викладати десмургію з вченням про переломи і вивихи, діагностику хірургічних захворювань, а також захворювання вуха, горла, носа.
У 1893 році був призначений завідувачем хірургічного відділення Олександрівської лікарні. В 1903 році обраний професором госпітальної хірургічної клініки. З 1911 по 1922 рік він очолював кафедру факультетської хірургії.
У 1898 році незалежно від американського хірурга Мак-Бурнея став застосовувати при операції апендициту косий фізіологічний розріз передньої черевної стінки, відомий сьогодні в літературі під назвою Волковича-Дяконова. Він першим у 1894 році запропонував і виконав ламінектомію.
Великого поширення серед травматологів здобула запропонована ним шина для імобілізації при переломах плечових кісток. З 1908 року та до кінця свого життя, Волкович М. М. організатор та незмінний голова Товариства хірургів Києва.
Помер 11 липня 1928 року. Похований в Києві на Байковому цвинтарі (ділянка № 2).

## Вшанування пам'яті
- Його ім'ям було названо вулицю у Городні та місті Чернігові.
- 19 вересня 2024 року Київська міська рада перейменувала вулицю Івана Тургенєва на вулицю Миколи Волковича.[3]

## Праці
М. М. Волкович — автор близько 100 наукових праць з різних питань хірургії, травматології, ортопедії, отоларингології, нейрохірургії, урології. Серед них:
- «Das Rhinosklerom» // Arch. klin. Chir., Berlin, 1889, pp. 356–418
- «Об особой форме поражения крупных сосудов конечностей как одной из причин так называемой самопроизвольной гангрены» (1890)
- «К хирургии и патологии желчнокаменной болезни» (1909)
- «Аппендицит, желчнокаменная болезнь и туберкулезный перитонит» (Київ, 1926)
- «Повреждения костей и суставов» (Київ, 1928)